# Nephrocerus acanthostylus
Nephrocerus acanthostylus är en tvåvingeart som beskrevs av Skevington 2005. Nephrocerus acanthostylus ingår i släktet Nephrocerus och familjen ögonflugor. Inga underarter finns listade i Catalogue of Life.